# Tricentra grisea
Tricentra grisea là một loài bướm đêm trong họ Geometridae.